# John Alan Griffiths
John Alan Griffiths, född 17 oktober 1927 i Dorking i Storbritannien, död 5 september 2014 i Solna, var en svensk tonsättare och arkitekt.
Alan Griffiths var yngst av tre barn till språkläraren Emlyn och kemiläraren Elsie Griffiths. Han spelade piano och komponerade musik från tidig ålder. Han studerade piano som privatelev hos professor William Cole 1938–1944. Han studerade också komposition vid Ewell College of Music i Surrey 1954. och tonsättning för Ralph Vaughan Williams från 1941.
Alan Griffiths har skrivit körmusik, sånger, kammarmusik, symfonier och andra slag av orkestermusik. Han har använt bl.a. folkmusik från England, Litauen, Polen samt isländska teman. 
Utöver musikstudierna bedrev Alan studier i "town and planning" vid universitet i London 1946. Därefter blev han inkallad till Tyskland av det brittiska flygvapnet RAF. Han stannade där i två år och ingick ett krigsäktenskap med en litauisk kvinna, som han senare skilde sig ifrån.
Han gifte sig med Anita Charpentier 1956. År 1957 flyttade de till Sverige. Han var därefter stadsarkitekt i Botkyrka 1966–1989.